# Breedstaartzanger
De breedstaartzanger (Schoenicola platyurus) is een zangvogel uit de familie Locustellidae. Het is een kwetsbare vogelsoort, endemisch in India.

## Kenmerken
De vogel is 18 cm lang. Het is een vrij egaal gekleurde zangvogel met een brede, afgeronde staart. In de broedtijd is de vogel warmbruin van boven, later verkleurend tot meer dof grijsbruin. Van onder is de vogel wit en de onderkant van de staartveren hebben een onduidelijke horizontale bandering. Verder heeft de vogel een bleek gekleurde wenkbrauwstreep, die achter het oog ophoudt. Die wenkbrauwstreep ontbreekt bij de diksnavelrietzanger (Iduna aedon), waar de vogel verder sterk op lijkt.

## Verspreiding en leefgebied
Deze soort is endemisch in de West-Ghats in India. Het leefgebied bestaat uit moerassige hellingen en dalletjes op hoogten tussen 900 en 2000 m boven zeeniveau in terrein dat dichtbegroeid is met riet, gras of struiken. Mogelijk vertoont de vogel ook trekgedrag, maar daarover bestaat geen duidelijkheid.

## Status
De breedstaartzanger heeft een beperkt verspreidingsgebied en daardoor is de kans op uitsterven aanwezig. De grootte van de populatie werd in 2016 door BirdLife International geschat op 2,5 tot 10 duizend volwassen individuen en de populatie-aantallen nemen af door habitatverlies. Het leefgebied wordt aangetast door omzetting in bosaanplantingen met exotische boomsoorten of omzetting in gebied voor beweiding door het afbranden van de oorspronkelijke vegetatie.Om deze redenen staat deze soort als kwetsbaar op de Rode Lijst van de IUCN.